# ملودراما (آلبوم لرد)
ملودراما (انگلیسی: Melodrama) دومین آلبوم استودیویی لرد، خواننده-ترانه‌پرداز نیوزیلندی است. این آلبوم در ۱۶ ژوئن ۲۰۱۷ توسط ریپابلیک رکوردز پخش و از طریق یونیورسال توزیع شد. پس از موفقیت چشم‌گیر نخستین آلبوم استودیویی قهرمان محض (۲۰۱۳)، لرد از کانون توجه کناره‌گیری کرد و بین نیوزیلند و ایالات متحده سفر می‌کرد تا دنیای اطرافش را بررسی کند. او در ابتدا با الهام از سرخوردگی ناشی از شهرتش ملودراما را نوشت تا دل‌شکستگی و تنهایی ناشی از نخستین قطع رابطهٔ خود را مجسم کند.
لورد جک آنتونوف را به عنوان همکار اصلی انتخاب کرد، زیرا احساس کرد که نیاز دارد استعداد هنری‌اش در قهرمان محض به تهیه‌کنندگی جوئل لیتل را گسترش دهد. محصول نهایی یک اثر الکتروپاپ است که شامل ملودی‌های مبتنی بر پیانو، سینث‌سایزر‌های ضربانی و بیت‌های الکترونیک متراکم می‌باشد. منتقدان آلبوم را به عنوان یک خروج ماکسیمالیست از تولید مینیمالیستی تحت تأثیر هیپ هاپ آلبوم پیشین خود ارزیابی کردند و آن را یک آلبوم مفهومی سست دانستند که احساسات ناشی از یک مهمانی در خانه را شرح می‌دهد. ترانه‌های «چراغ سبز»، «مکان‌های خوب» و «دینامیت خانگی» به عنوان تک‌آهنگ منتشر شدند. لرد آلبوم را از طریق چندین فستیوال موسیقی که خود اجراکننده اصلی آن بود و در تور جهانی ملودراما در سال‌های ۲۰۱۷ و ۲۰۱۸ تبلیغ و پشتیبانی کرد.
این آلبوم نخستین شمارهٔ یک لرد در ایالات متحده و کانادا بود و همچنین در صدر جدول استرالیا و نیوزیلند قرار گرفت. این آلبوم در کشورهای ذکر شده و پادشاهی متحده گواهی‌نامه‌های طلا یا پلاتین دریافت کرد. ملودراما با استقبال گسترده منتقدان معاصر روبرو شد و در فهرست‌های مختلف پایان سال و پایان دههٔ نشریه‌های مختلف قرار گرفت. آلبوم جایزهٔ موسیقی نیوزیلند برای بهترین آلبوم را دریافت کرد و نامزد دریافت بهترین آلبوم سال در شصتمین مراسم جایزه گرمی در سال ۲۰۱۸ شد. در سال ۲۰۲۰، ملودراما در بازنگری مجلهٔ رولینگ استون از فهرست ۵۰۰ آلبوم برتر تمام اعصار، در رتبهٔ ۴۶۰ قرار گرفت.

## پیش‌زمینه و ضبط

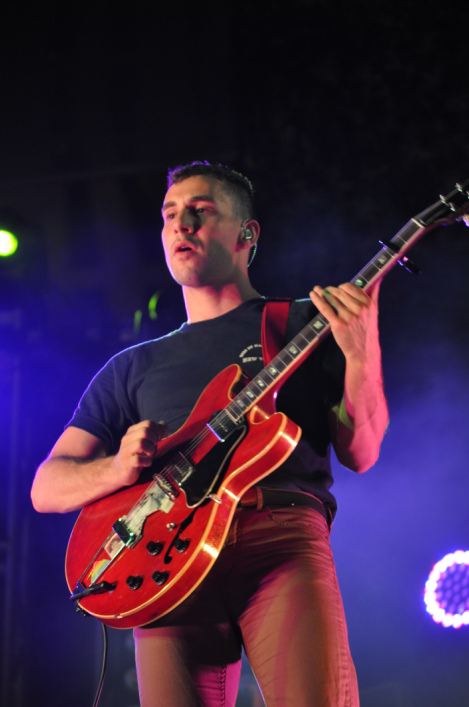
جک آنتونوف (در تصویر) با لرد در تهیه و نوشتن آلبوم به صورت مشترک همکاری داشت.

در دسامبر ۲۰۱۳، لرد اعلام که شروع به نوشتن ترانه برای دومین آلبوم استودیویی پیش‌روی خود کرده‌است. سال بعد، او گفت که این در مراحل اولیه است و اینکه «کاملاً متفاوت» از نخستین آلبومش است که در همان سال منتشر شد؛ همچنین گفت که تغییر صدا به‌دلیل تغییر در موقعیت و شرایط زندگی شخصی‌اش بوده‌است. بعداً در سال ۲۰۱۴، لاینزگیت اعلام کرد که لرد موسیقی متن سومین بخش از بازی‌های گرسنگی را گردآوری خواهد کرد، که پس از آن تک‌آهنگ آغازین فیلم، «شراره‌های زرد آتش» را منتشر کرد که با تحسین گستردهٔ منتقدان روبه‌برو شد.
در مصاحبه ای با شبکهٔ رادیویی تریپل جی استرالیا در فوریه ۲۰۱۵، جوئل لیتل، تهیه‌کننده قهرمان محض گفت که قرار است ماه بعد برای یک جلسه نوشتن در استودیوی ضبط به لرد بپیوندد، اگرچه هنوز برنامهٔ مشخصی ایجاد نشده بود. بیش‌تر از یک سال بعد، او گزارش داد که علی‌رغم اینکه چند ترانه برای آلبوم نوشت، به عنوان تهیه‌کننده اجرایی آلبوم فعالیتی نخواهد داشت و به لرد «تلاش برای انجام کاری متفاوت» را نسبت داد. سرانجام لرد در قطعهٔ «آهن‌ربا» دیسکلوژر حضور یافت که در آلبوم سیاه‌گوش این گروه در سال ۲۰۱۵ قرار گرفت.
در ژانویه ۲۰۱۶، د نیوزیلند هرالد گزارش داد که لرد و دوست‌پسرش جیمز لو، به رابطه سه ساله خود پایان داده‌اند. لرد در حین مصاحبه‌ها پس از انتشار «چراغ سبز» (۲۰۱۷) جدایی‌اش را تأیید کرد، که منجر به زیاده‌روی در «نوشیدن مشروبات» شد و متوجه شد که یک «عنصر گریزگرایی و اکتشافی» در انجام این کار وجود دارد. سرانجام لرد در اواخر اوت ۲۰۱۶ به یک نظر در حساب اینستاگرام خود پاسخ داد که مراحل نوشتن ملودراما — که در آن زمان هنوز عنوان نداشت — را به پایان رسانده‌است و اینکه در مراحل تهیه آلبوم است.
لرد در ادامه عنوان آلبوم را در ۲ مارس ۲۰۱۷ اعلام کرد. او همچنین در رسانه‌های اجتماعی شروع به ارسال تصاویر خود در الکتریک لیدی استودیوز در شهر نیویورک با جک آنتونوف کرد که مربوط به سال ۲۰۱۵ و پس از آن سال بود. جلسات بیشتر ضبط آلبوم در استودیوی خانگی آنتونوف در بروکلین هایتس، استودیو دابد راگ کاستمر و جانگل سیتی در نیویورک، و همچنین وست‌لیک و کان‌وی در لس آنجلس برگزار شد. این دو نفر به مدت ۱۸ ماه آلبوم را ضبط کردند. سرانجام ملودراما در ۱۶ ژوئن ۲۰۱۷ از طریق یونیورسال، لاوا و ریپابلیک رکوردز منتشر شد.

## فهرست قطعه‌ها
همهٔ ترانه‌ها توسط لرد (الا یلیچ-اوکانر) و جک آنتونوف، به جز آنهایی که ذکر شده‌اند نوشته شده‌است.
| ملودراما – نسخهٔ استاندارد | ملودراما – نسخهٔ استاندارد                                                      | ملودراما – نسخهٔ استاندارد                              | ملودراما – نسخهٔ استاندارد |
| شماره                     | نام                                                                            | تهیه‌کننده(ها)                                          | مدت                       |
| ------------------------- | ------------------------------------------------------------------------------ | ------------------------------------------------------ | ------------------------- |
| ۱.                        | «چراغ سبز» (نویسندگان: یلیچ-اوکانر، آنتونوف، جوئل لیتل)                        | لرد آنتونوف فرانک دوکس کوک هارل [b] [ الف ]            | ۳:۵۴                      |
| ۲.                        | «هوشیار»                                                                       | لرد آنتونوف ملی هارل [b]                               | ۳:۱۷                      |
| ۳.                        | «دینامیت خانگی» (نویسندگان: یلیچ-اوکانر، تو لو، یاکوب یلستروم، لودویگ سودربرگ) | دوکس لرد هارل [b]                                      | ۳:۰۹                      |
| ۴.                        | «لوور»                                                                         | لرد آنتونوف فلوم [a] ملی [a]                           | ۴:۳۱                      |
| ۵.                        | «لایبیلیتی»                                                                    | لرد آنتونوف                                            | ۲:۵۲                      |
| ۶.                        | «کینه/بی‌عشق»                                                                   | لرد آنتونوف دوکس [a] [ ب ]                             | ۶:۰۷                      |
| ۷.                        | «سوبر ۲ (ملودراما)»                                                            | لرد آنتونوف دوکس سیمبلیک وان [a] هارل [c]              | ۲:۵۸                      |
| ۸.                        | «نویسنده در تاریکی»                                                            | لرد آنتونوف                                            | ۳:۳۶                      |
| ۹.                        | «سوپرکات»                                                                      | لرد آنتونوف لیتل دوکس [a] ژان بنوئیت دانکل [a] ملی [a] | ۴:۳۷                      |
| ۱۰.                       | «لایبیلیتی (تکرار)»                                                            | لرد آنتونوف                                            | ۲:۱۶                      |
| ۱۱.                       | «مکان‌های خوب»                                                                  | لرد آنتونوف اندرو ویات دوکس [a]                        | ۳:۴۱                      |
| مجموع مدت:                | مجموع مدت:                                                                     | مجموع مدت:                                             | ۴۰:۵۸                     |

| قطعهٔ پاداش ژاپنی | قطعهٔ پاداش ژاپنی                                                     | قطعهٔ پاداش ژاپنی | قطعهٔ پاداش ژاپنی |
| شماره            | نام                                                                  | تهیه‌کننده(ها)    | مدت              |
| ---------------- | -------------------------------------------------------------------- | ---------------- | ---------------- |
| ۱۲.              | «Green Light» (کرومیو ریمیکس؛ نویسندگان: یلیچ-اوکانر، آنتونوف، لیتل) | کرومیو           | ۴:۰۹             |
| مجموع مدت:       | مجموع مدت:                                                           | مجموع مدت:       | ۴۵:۰۷            |

| قطعهٔ پاداش اسپاتیفای [d] | قطعهٔ پاداش اسپاتیفای [d]                                  | قطعهٔ پاداش اسپاتیفای [d]                                               | قطعهٔ پاداش اسپاتیفای [d] | قطعهٔ پاداش اسپاتیفای [d] |
| شماره                    | نام                                                       | نویسنده(ها)                                                            | تهیه‌کننده(ها)            | مدت                      |
| ------------------------ | --------------------------------------------------------- | ---------------------------------------------------------------------- | ------------------------ | ------------------------ |
| ۱۲.                      | «دینامیت خانگی (ریمیکس) (با حضور خالید، پست مالون و سزا)» | الا یلیچ-اوکانر خالید پست مالون سزا تو لو یاکوب یلستروم لودویگ سودربرگ | دوکس لرد هارل [b]        | ۳:۳۴                     |
| مجموع مدت:               | مجموع مدت:                                                | مجموع مدت:                                                             | مجموع مدت:               | ۴۴:۳۲                    |

### توضیحات
- ^[a]  بیانگر یک تهیه‌کننده فرعی است
- ^[b]  بیانگر یک تهیه‌کننده آواز است
- ^[c]  به معنی یک تهیه‌کننده آواز فرعی است
- ^[d]  پس از انتشار تک‌آهنگ به آلبوم افزوده شد